# Ковалевська Любов Олександрівна
Ковалевська Любов Олександрівна (народ. 6 січня 1953, с. Єрки Свердлов. обл., Росія) — журналістка, що стала широко відомою (в тому числі за межами України) після публікацій, що фактично стали передбаченням Чорнобильської аварії. За ці публікації, а також за подальшу багаторічно роботу зі збирання матеріалів, в тому числі з численними (понад 30 разів) відвідуваннями зони відчуження в жовтні 1991 р. була нагороджена нагородою «За мужність у журналістиці».
Л. Ковалевська походить з сім'ї, що має польські «корені» (за її власними спогадами). За освітою — філософ (диплом з німецької філософії). Переїхала до України зі своїм першим чоловіком в 70-ті роки. Спочатку працювала шкільною вчителькою літератури та писала поезії у вільний час, потім її було запрошено до місцевої (м. Прип'ять) газети «Трибуна енергетика», де вона з часом стала редактором.
У 1985 р. в газеті «Трибуна енергетика» вона зробила публікацію, в якій містився висновок, що катастрофа на Чорнобильській АЕС — лише «питання часу». Більшість джерел сходяться на думці, що основою для публікації слугував звіт 6-го управління КДБ по м. Києву та Київській області, що висвітлював проблеми з якістю будівництва та можливі наслідки та якимось чином потрапив до Л. Ковалевської.
26 березня (за іншими даними — 27 березня) 1986 р. (тобто рівно за місяць до катастрофи!) статтю «Не приватна справа» було передруковано в газеті «Літературна Україна» (за спогадами самої Л. Ковалевської — без розуміння, про що йдеться, а лише як «приємне» авторці). Саме ця публікація (після катастрофи) набула надзвичайно широкого розголосу та зробила авторку відомою у всьому світі — наприклад, під час відвідин м. Києва у 1998 р. віцепрезидент США Альберт Гор декілька разів згадав Л. Ковалевську у своєму виступі (у Музеї Чорнобильської катастрофи).
Починаючи з вищезгаданих публікацій Л. Ковалевська почала мати «проблеми з КДБ», але наслідками (крім численних «бесід») було лише те, що вона стала «невиїзною» на декілька років.
В момент аварії Л. Ковалевська та її рідні перебували у м. Прип'ять, звідки були евакуйовані «на загальних засадах». Після аварії вона продовжила збір матеріалів, що стосувалися катастрофи (її причин та наслідків) та працювала незалежним журналістом. В результаті перебування на місці аварії та численних поїздок «в зону» для збору матеріалів захворіла на рак щитоподібної залози, в результаті чого практично перестала давати усні інтерв'ю.
Попри публікацію у 1995 р. ґрунтовної книги про аварію, Л. Ковалевську в Україні практично забули.
Станом на кінець листопада 1998 р. вона збиралася виїхати в Росію, де сподівалася як знайти роботу, так і отримати лікування. Судячи з наявних даних — залишилася в Україні.
Знову Л. Ковалевська опинилася «в фокусі суспільної уваги» після серії публікацій у газеті «День» (друга половина 2000 р. — перша половина 2001 р.), присвячених як темі Чорнобильської аварії, так і ширшим темам — від менталітету українців (та його визначального впливу на майбутнє України) до ролі еліти (зокрема інтелігенції як «інтелектуальної еліти») у суспільстві. Саме тема про менталітет українців, подана Л. Ковалевською надзвичайно гострокритично (залишається невідомим, чи критичність відображала думку авторки, чи була умисною провокацією) викликала широкий (і не менш гострокритичний щодо позиції авторки, почасти занадто емоційні на шкоду ґрунтовності контраргументації) резонанс — особливо починаючи від статті «Розвиток — не наша ідея?». В цілому ж дискусія, що була далеко не ідеальною (як саме ґрунтовна дискусія), видається одним з найбільш яскравих і достатньо позитивних прикладів спроби суспільного обговорення гострої (суперечливої, «дражливої»), актуальної й складної проблеми.

## Твори
- «Защита и незащищенность» (1989), Київ;
- «Длинные руки беды» (1989), Київ;
- «Чернобыльский дневник (1986–1987): Заметки публициста» (1990), Київ;
- «Чернобыль “ДСП”» (1995), Київ.[3][4]